# Club Olimpia
El Club Olimpia és un club paraguaià de futbol de la ciutat d'Asunción. És un dels més prestigiosos de Paraguai. Fou fundat el 1902 i juga a Primera divisió de la lliga paraguaiana.

## Història

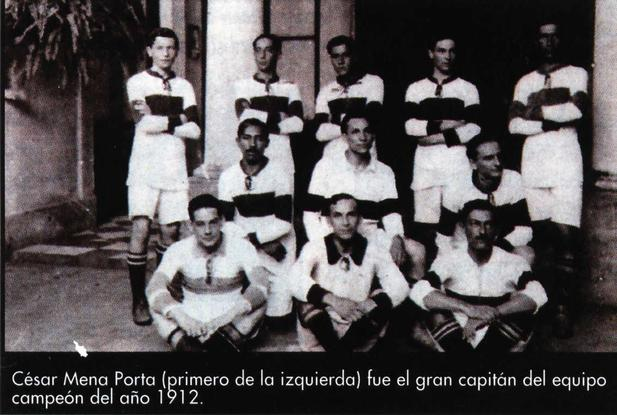
Equip campió el 1912.

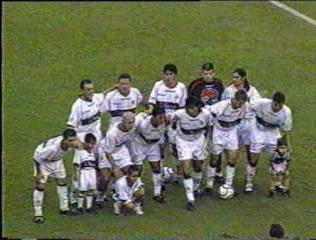
Olimpia durant un partit de Copa Libertadores el 2002

El club va ser fundat el 25 de juliol de 1902. El seu primer campionat de Paraguai no arribà, però, fins al 1912. Posteriorment destacà el tri campionat del 1927 al 1929 (amb Aurelio González com a gran figura), i el del 1936-1938.
A la dècada dels 50, amb l'arribada de Manuel Ferreira a la presidència, començà el gran domini del club al futbol nacional. Va construir l'actual estadi del club. Esportivament guanyà 5 campionats consecutius entre 1956 i 1960. També fou un dels primers finalistes de la Copa Libertadores el 1960 on perdé amb el Peñarol.
El 1979, amb Luis Alberto Cubilla a la banqueta, guanyà la seva primera Copa Libertadores, en derrotar el Boca Juniors. També guanyà la Copa Interamericana al Deportivo FAS de El Salvador i la Copa Intercontinental de futbol al Malmö FF de Suècia. A nivell nacional cal destacar sis campionats consecutius entre 1978 i 1983.
El club repetí triomf a la Copa Libertadores el 1990, en vèncer el Barcelona SC de l'Equador. Un tetracampionat nacional entre 1997 i 2000 fou el preludi d'una nova Libertadores. Aquesta arribà el 25 de juliol de 2002 on vencé el São Caetano coincidint amb l'any del seu centenari.

## Títols

### Nacionals
- Lliga paraguaiana de futbol:[2]
  - 1912, 1914, 1916, 1925, 1927, 1928, 1929, 1931, 1936, 1937, 1938, 1947, 1948, 1956, 1957, 1958, 1959, 1960, 1962, 1965, 1968, 1971, 1975, 1978, 1979, 1980, 1981, 1982, 1983, 1985, 1988, 1989, 1993, 1995, 1997, 1998, 1999, 2000, 2011 Clausura, 2015 Clausura, 2018 Apertura, 2018 Clausura, 2019 Apertura, 2019 Clausura, 2020 Clausura, 2022 Clausura
- Torneig República:[3]
  - 1976, 1992
- Copa Paraguai:[4]
  - 2021
- Supercopa Paraguai:
  - 2021
- Plaqueta Millington Drake:
  - 1943, 1947, 1948, 1951
- Torneo Integración Nacional:[3]
  - 1987

### Internacionals
- Copa Libertadores:
  - 1979, 1990, 2002
- Copa Intercontinental:
  - 1979
- Supercopa Sud-americana: 
  - 1990
- Recopa Sud-americana: 
  - 1990, 2003
- Copa Interamericana: 
  - 1979

## Jugadors destacats
- Aurelio González (El Gran Capitán)
- Luis Vargas Peña (Tito)
- Juan Vicente Lezcano
- Carlos Diarte (Lobo)
- Hugo Ricardo Talavera
- Carlos Alberto Kiese
- Alicio Solalinde
- Ever Hugo Almeida (Porter)
- Hernán Rodrigo López
- Miguel Angel Piazza
- Evaristo Isasi (La Pantera Negra)
- Osvaldo Pangrazio
- Rafael Bobadilla (Rafagol)
- Rogelio Delgado
- Roberto Paredes
- Gustavo Benítez (Yiyo)
- Jorge Guasch (El Chino)
- Adriano Samaniego
- Luis Alberto Monzón (El Beto)
- Gabriel González (El Loco)
- Raúl Vicente Amarilla (Tacuara)
- Julio César Romero (Romerito)
- Mauro Caballero
- Sergio Goycochea (El Goyco)
- José Saturnino Cardozo (El Pepe)
- Celso Ayala
- Denis Caniza
- Roque Santa Cruz ("Babygol")
- Ricardo Tavarelli (Porter) (El Mono)
- Carlos Humberto Paredes
- Sergio Orteman
- Fernando Gastón Córdoba
- Miguel Angel Benítez (El Peque)
- Julio César Caceres (Emperador)
- Richart Báez

## Entrenadors destacats
- Aurelio González
- Sergio Markarián
- Aníbal "Maňo" Ruiz
- Luís Alberto Cubilla
- Gustavo Benítez
- Nery Pumpido

## Altres seccions
A més del futbol, el Club Olimpia té seccions de basquetbol, handbol, natació, boxa, botxes, atletisme, tennis i futbol sala.
La secció de basquetbol és la que més títols té al país en aquest esports i actualment juga a la màxima categoria del país. Destacaren 12 campionats consecutius entre 1946 i 1957.

### Palmarès de basquetbol
- Lliga paraguaiana de bàsquet (29): 1937, 1942, 1943, 1944, 1946, 1947, 1948, 1949, 1950, 1951, 1952, 1953, 1954, 1955, 1956, 1957, 1959, 1960, 1966, 1970, 1971, 1973, 1976, 1978, 1980, 1981, 1988, 1992, 1994.